# Ботанический сад Фаустино Миранды
Ботанический сад Фаустино Миранды (исп. Jardín Botánico Faustino Miranda) — ботанический сад в городе Тустла-Гутьеррес в мексиканском штате Чьяпас. Ботанический сад занимает площадь 4,4 га, в нём представлены виды растений штата, произрастающие в различных биоклиматических зонах. Находится около реки Сабималь.

## История
Ботанический сад был основан в 1949 году под руководством доктора Фаустино Миранды, после эмиграции в Мексику из-за поражения Испанской Республики в гражданской войне посвятившего большую часть своей жизни изучению флоры штата Чьяпас. Сад является старейшим в Мексике. Открылся для посетителей в 1951 году. Это региональный сад, в экспозиции которого представлены 643 вида растений, в основном местных. В нём также есть Ботанический музей, гербарий (CHP), семенной банк и питомник, способный выращивать 100 тысяч растений. Здесь проводятся этноботанические исследования среди коренных народов и сельских общин штата.

## Расположение
Ботанический сад имени доктора Фаустино Миранды расположен в северо-восточной части города Тустла-Гутьеррес, столицы штата Чьяпас. Он находится на территории, прилегающей к различным культурным достопримечательностям и местам семейного отдыха, куда можно попасть через северо-восточное продолжение 5-й улицы. До сада можно добраться, пройдя небольшую пешеходную дорожку Лос-Омбрес-Илюстрес, закрытую для движения транспорта, в районе Парк-Мадеро. Сад занимает площадь 4,8 га. Выставочная площадь сада составляет 4,4 га. Административная часть составляет около 0,5 га, здесь расположены административное здание, питомник, теплица, класс для занятий по общественному питанию, семенная лаборатория и банк гермоплазмы.

## Коллекция
В этом ботаническом саду выращивается 643 образца растений. Выставленные растения чётко идентифицированы по их научным названиям, семействам, общепринятым названиям, ареалам произрастания и назначению.
Растения, деревья и кустарники сгруппированы по различным биотопам:
- Высокие и средние полувечнозелёные и полулистопадные леса;
- Низкие листопадные леса;
- Суккуленты и кактусы;
- Лекарственные растения;
- Декоративные растения;
- Этноботаническая зона, огородные культуры;
- Саговники;
- Пальма Sabal mexicana;
- Орхидеи;
- Гербарий включает 42 тысяч экземпляров;
- Ботанический музей Тустла-Гутьеррес.

## Галерея

Растения ботанического сада
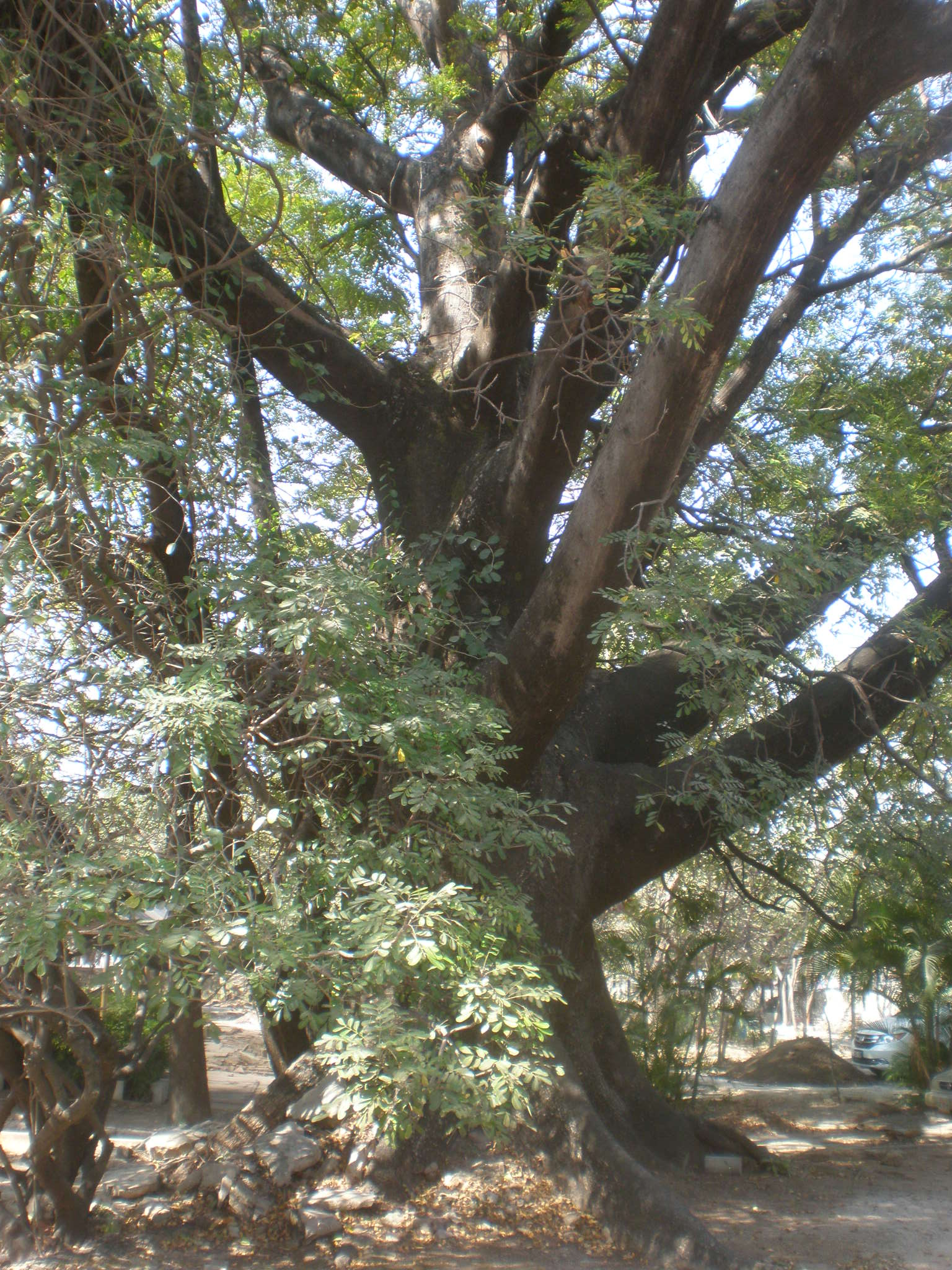
Simarouba glauca
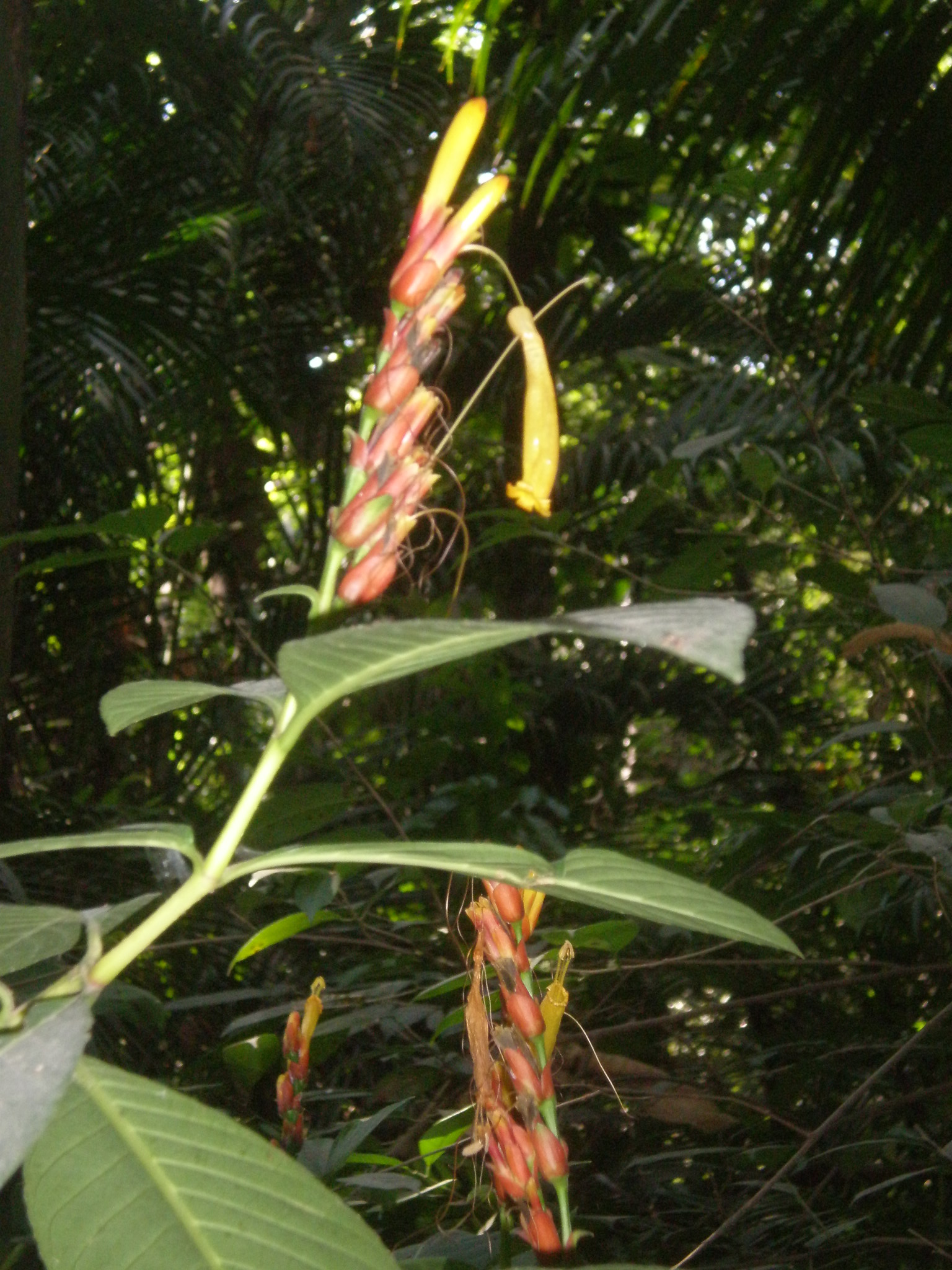
Sanchezia speciosa
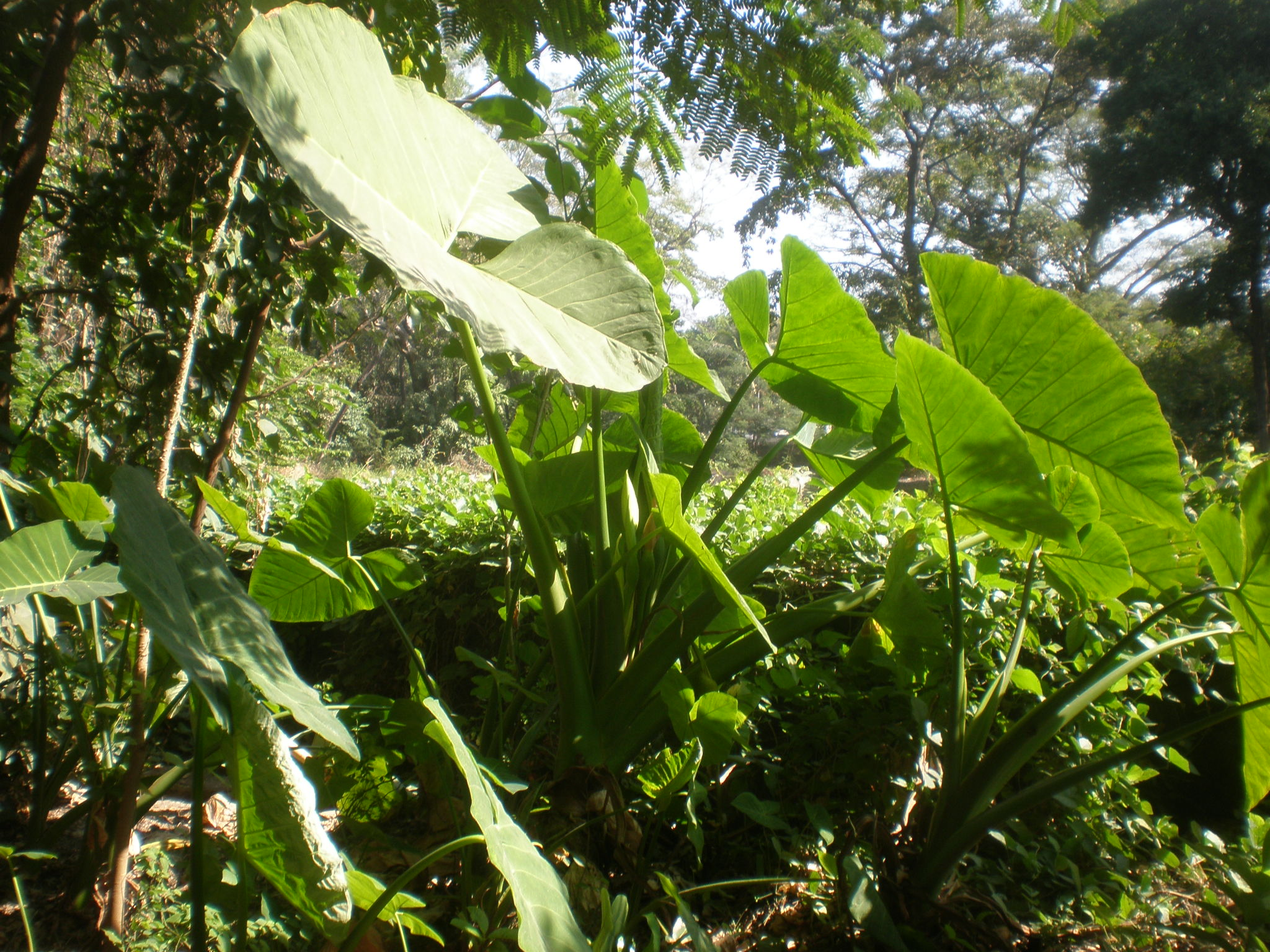
Xanthosoma wendlandii
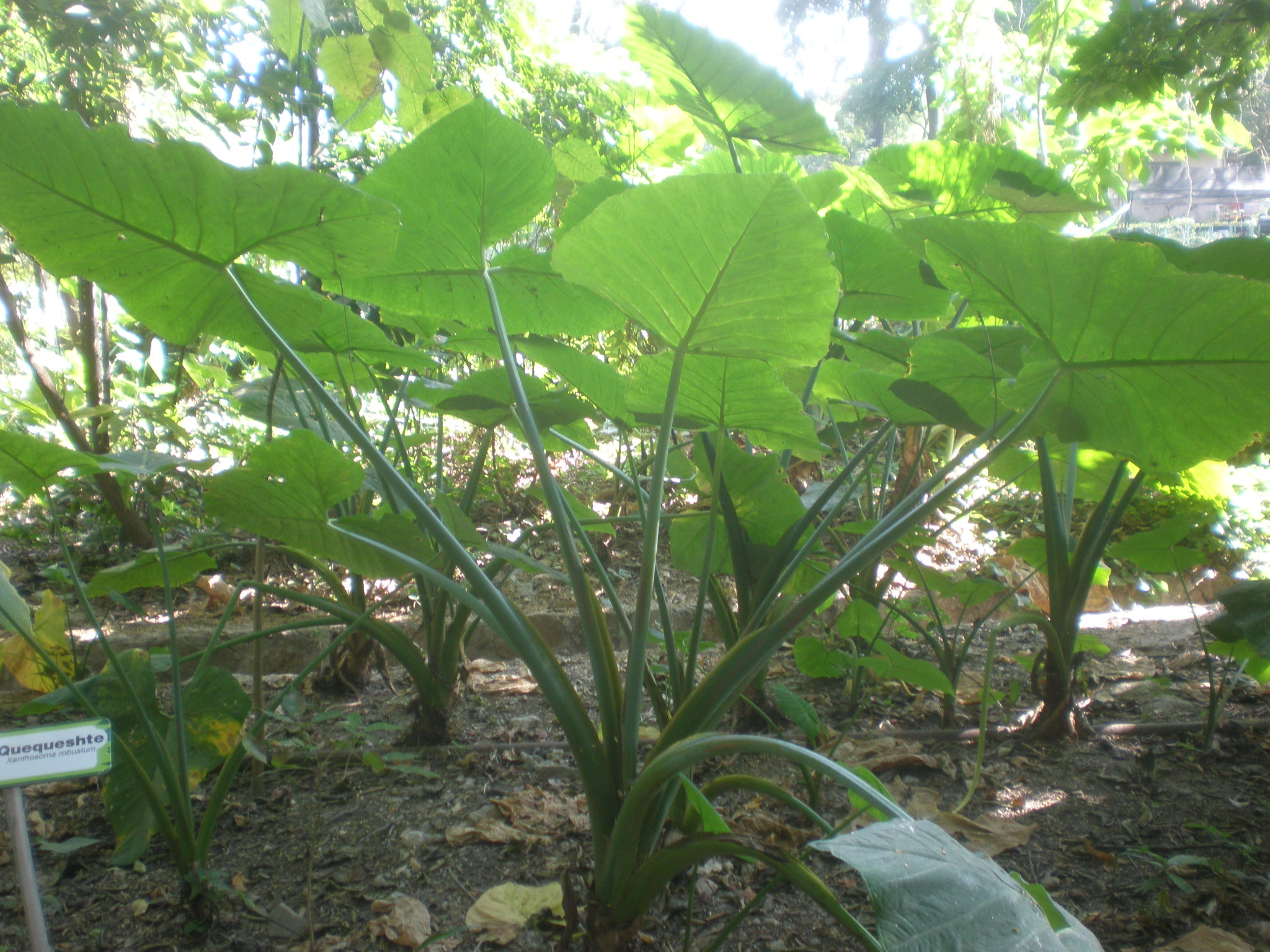
Xanthosoma robustum
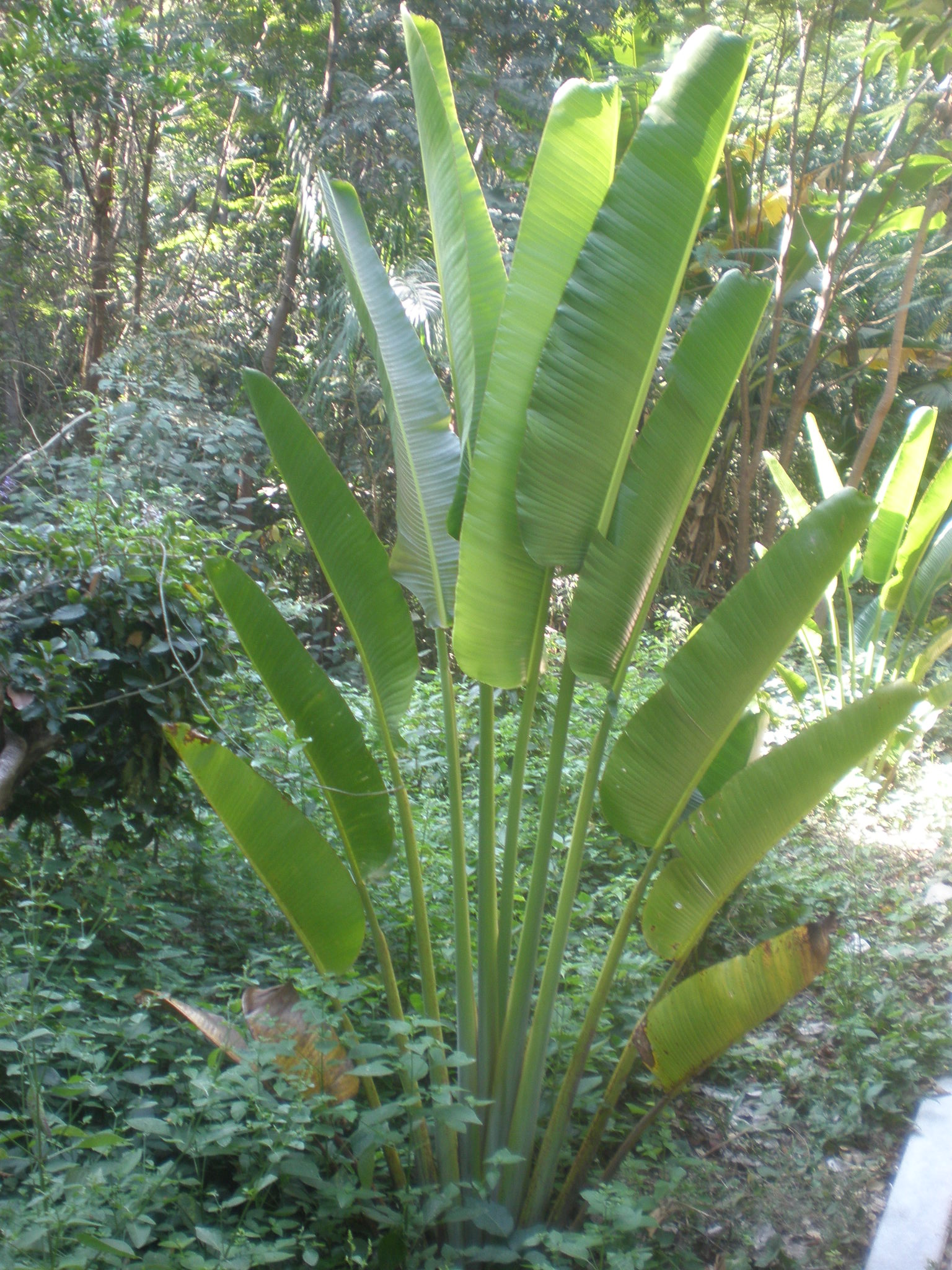
Ravenala madagascariensis
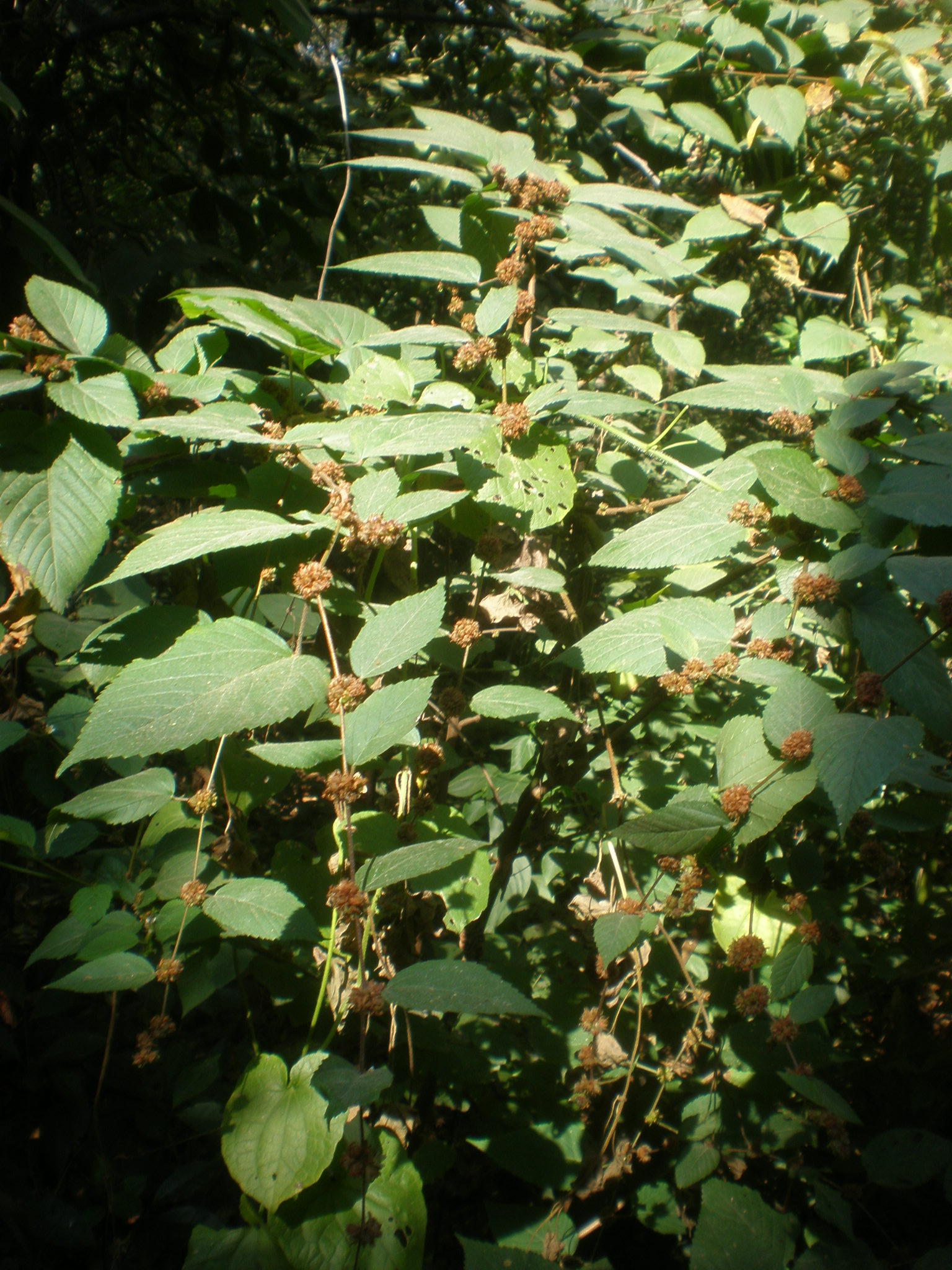
Garcinia intermedia